# Opravilna vrstica
Opravílna vrstíca (angleško taskbar) je element grafičnega uporabniškega vmesnika namenjen različnim uporabam. Po navadi prikazuje kateri programi ali aplikacije tečejo na napravi, in tudi priskrbi povezave ali bližnjice do drugih programov ali mest, kot so na primer zagonski meni, območje objav, datum, ura, nastavitve tipkovnice, mreže, pomnilnika in/ali procesorja.
Oblika in postavitev opravilne vrstice se med posameznimi operacijskimi sistemi razlikuje, večinoma pa ima obliko dolgega traku vzdolž enega roba zaslona.

## Zgodnje implementacije

### Windows 1.0
Operacijski sistem Windows 1.0, izdan leta 1985, je imel vodoravno vrstico na dnu zaslona, kjer so bili delujoči programi do minimizacije (kar se je v tem času imenovalo »ikonizacija), ki so jih predstavljale ikone. Okno se je lahko pomanjšalo z dvojnim klikom na njegovo naslovno vrstico, potegom na prazno mesto v vrstici ali pa z ukazom iz njegovega menija. Pomanjšano okno se je obnovilo z dvojnim klikom na njegovo ikono ali s potegom ikone ven iz vrstice.
Vrtica je imala več predalov za ikone in se je razširila navpično, da je zagotovila več vrstic, če je bilo potrebnih več predalov. Njena barva je bila enaka ozadju zaslona, ki se je lahko prilagodila. Pomanjšana okna so se lahko prosto postavljali v katerikoli prosti predal. Program oken ni mogel prekriti z vrstico dokler ni bil maksimiziran.

### Arthur
Druga zgodnja implementacija se lahko vidi v operacijskem sistemu Arthur podjetja Acorn Computers. Imenovala se je ikonska vrstica (icon bar) in je ostala eden od glavnih gradnikov operacijskega sistema RISC OS, ki je nasledilo sistem Arthur. Ikonska vrstica je vsebovala ikone, ki so predstavljale priklopljene trde diske in diske RAM, delujoče aplikacije in sistemske uslužnostne programe. Te ikone so imele lastne kontekstno-dovzetne menije in delovanje s potegom in spustom.

### Amiga
AmigaOS je imel različne implementacije koncepta opravilne vrstice drugih proizvajalcev. Ta dediščina je prisotna tudi v njegovih naslednikih. AmiDOCK, ki je bil najprej uslužnostni program drugega proizvajalca, se je na primer vgradil v operacijska sistema AmigaOS 3.9 in AmigaOS 4.0. Operacijski sisteme AROS je imel svojo različico programa Amistart, ki ga je oskrbel operacijski sistem in so ga lahko uporabniki prosto nameščali. Operacijski sistem MorphOS pa je bil opremljen z združevalnim uslužnostnim programom kakor v AmigaOS ali Mac OS X.

## Microsoft Windows
Po privzetih nastavitvah v Microsoft Windows je opravilna vrstica na dnu zaslona in od leve proti desni vsebuje: gumb zagonskega menija, vrstico hitrega zagona, gumbe opravilne vrstice in območje objav. Orodna vrstica hitrega zakona je bila dodana z Windows Desktop Update in privzeto ni omogočena v Windows XP. V Windows 7 je bil gradnik hitrega zagona odstranjen v prid spenjalnim aplikacijam k sami opravilni vsrtici. V Windows 8 in Windows Server 2012 je zaslonska vroča točka na levem spodnjem kotu zaslona zamenjala zagonski gumb, čeprav so to spremembo v Windows 8.1 in Windows Server 2012 R2 poničili.
Orodna vrstica je bila izvirno razvita kot gradnik Windows 95, vendar je temeljila na podobnem gradniku uporabniškega vmesnika, imenovanem pladenj (tray), ki je bil razvit kot del Microsoftovega projekta Cairo.
Z izdajo Windows XP je Microsoft spremenil obnašanje opravilne vrstice, ki je izkoristila prednost Fittsovega zakona z odstranitvijo roba slikovnih pik, ki je obkrožal zagonski gumb in ni aktiviral menija, kar je omogočilo, da se meni aktivira z neposrednim klikom na rob zaslona.